# Adoretus sikorae
Adoretus sikorae är en skalbaggsart som beskrevs av Nonfried 1892. Adoretus sikorae ingår i släktet Adoretus och familjen Rutelidae. Inga underarter finns listade i Catalogue of Life.